# El vuelo del águila
El vuelo del águila (lit. O voo da águia) é uma telenovela mexicana produzida por Ernesto Alonso e Carlos Sotomayor para a Televisa e exibida entre 4 de julho de 1994 e 20 de janeiro de 1995, substituindo Dos mujeres, un camino e sendo substituída por Alondra. 
Foi protagonizada por Manuel Ojeda e Jacqueline Andere.

## Enredo
Um herói militar chamado Porfirio Díaz Mori nasceu em Oaxaca após 9 anos após a consumação da Independência. Ele também foi um dos mais importantes estrategistas por trás da derrubada do Segundo Império Mexicano. Díaz tentou várias vezes chegar ao poder por meio de golpes militares, até que uma última revolução em 1876 o levou à Presidência da República. Excetuando por um breve período (1880-1884), impulsionou a Indústria, Ferrovia, Telégrafo e Têxtil, Porfirio Díaz governou até 1911, quando da tomada do poder por Francisco I. Madero o forçou a renunciar e ir para o exílio. Diaz viveu o suficiente para ver sua revolução se desfazer e todos os lucros obtidos destruídos por seu longo mandato no poder.
Depois de dominar a política nacional por quase trinta e cinco anos, Porfirio Díaz é forçado a renunciar à presidência e vai para a Europa com sua família. França, Alemanha, Espanha e Suíça o recebem com grande consideração. Viaja pelo Egito e Itália enquanto o México é convulsionado pelos terríveis e violentos eventos da Dezena Trágica. O presidente Madero é assassinado e as brasas da Revolução, ainda acesas, voltam a espalhar o fogo com maior fúria.
Como um herói ou um astuto tecelão de intrigas, Porfirio Díaz aprende, luta, maquina, governa, mata, pacifica, ama, sofre, chora e se dedica ao seu trabalho sem jamais abandoná-lo, até que seu próprio povo se rebele para expulsá-lo do poder.

## Elenco
- Manuel Ojeda .... Porfirio Díaz
- Jacqueline Andere .... Carmen Romero Rubio de Díaz
- Humberto Zurita .... Porfirio Díaz
- Mariana Levy .... Carmen Romero Rubio
- Patricia Reyes Spíndola .... Petrona Mori
- Ernesto Gómez Cruz .... Benito Juárez
- Alma Delfina .... Delfina Ortega de Díaz
- Gastón Tuset .... Mariano Escobedo
- Claudio Brook .... Manuel Romero Rubio
- Irán Eory .... Agustina de Romero Rubio
- Beatriz Aguirre .... Agustina de Romero Rubio
- Israel Jaitovich .... Manuel González
- Roberto D'Amico .... Manuel González
- Socorro Bonilla .... Margarita Maza de Juárez
- César Castro .... Sebastián Lerdo de Tejada
- Mario Casillas .... Carlos Pacheco
- Isabel Andrade .... Desideria Díaz
- Martha Mariana Castro .... Rafaela Quiñones/Justa Saavedra
- Roberto Antúnez .... Cenobio Márquez
- Constantino Costas .... Espinoza/Gorostiza
- Armando Araiza .... Bolero
- Roberto Ballesteros .... Vicente Guerrero
- Luis Bayardo .... Francisco I. Madero
- Óscar Bonfiglio .... Gustavo A. Madero
- Diana Bracho .... Sara Pérez de Madero
- Óscar Castañeda .... Emiliano Zapata
- Ismael Aguilar .... Tomás Mejía
- Raúl Buenfil .... Ignacio Zaragoza
- Juan Carlos Casasola .... Francisco Zarco
- Lumi Cavazos .... Amada Díaz
- Jorge Celaya .... Esteban
- Aaron Hernan .... Bernardo Reyes
- Uriel Chávez .... Homobono
- Eugenio Cobo .... Venustiano Carranza
- Juan Carlos Colombo .... Melchor Ocampo
- Carlos Corres .... Justo (jovem)
- Pedro Damián .... José María Pino Suárez
- Julieta Egurrola .... Luisa Romero Rubio
- Humberto Elizondo .... Manuel Mondragón
- Blanca Ireri Espinosa .... Delfina (jovem)
- Dulce María ... Delfina (jovem)
- José Antonio Ferral .... Padre Pardo
- Laura Flores .... Emperatriz Carlota Amalia de México
- Esteban Franco .... Félix Díaz
- Rocío Gallardo .... Damiana
- Juan Pablo Garcíadiego .... Luis Mier y Terán
- Fidel Garriga .... José María Iglesias
- Jaime Garza .... Ricardo Flores Magón
- Luis Gimeno .... Napoleón III
- Tomás Goros .... Jesús González Ortega
- Miguel Gómez Checa .... Marcos Pérez
- Salma Hayek .... Juana Catalina Romero
- Mel Herrera .... Porfirio Díaz Ortega
- José Antonio Iturriaga .... Flavio Maldonado
- Luz María Jerez .... Doña Inés
- Eduardo Liñán .... Aquiles Bazaine
- Moreno López .... Ignacio Mejía
- Beatriz Martínez .... Archiduquesa Sofía de Baviera
- Mario Iván Martínez .... Maximiliano I de México
- Ángeles Marín .... Nicolasa Díaz
- Antonio Medellín .... Felipe Berriozábal
- Ramón Menéndez .... Manuel González de Cossío
- Raúl Meraz .... Francisco León de la Barra
- Roberto Montiel .... Dr. Manuel Antonio Ortega
- Óscar Morelli .... Ignacio Martínez Pinillos
- Juan Carlos Muñoz .... Miguel Miramón
- Montserrat Ontiveros .... Nicolasa Díaz (jovem)/Sofía Romero Rubio
- Claudia Ortega .... Manuela Díaz (jovem)
- Adalberto Parra .... Juan Nepomuceno Almonte
- Tito Reséndiz .... Ignacio Comonfort
- Oscar Sànchez .... Duran Roa
- Bruno Rey .... Victoriano Huerta
- Guillermo Rivas .... Lázaro de la Garza/Esteban Aragón
- Fabián Robles .... Porfirio Díaz (jovem)
- Julián Robles .... Félix Díaz (jovem)
- Juan Romanca .... Guillermo Prieto
- Alejandro Ruiz .... Justo Benítez
- Roberto Ruy .... Juan
- Polo Salazar .... López Lazcano
- Juan Carlos Serrán .... Félix Zuloaga
- Evangelina Sosa .... Delfina (jovem)
- Moisés Suárez .... José Agustín Domínguez y Díaz
- Héctor Sáez .... Ricardo Ramírez
- Salvador Sánchez .... Ignacio Ramírez
- Sergio Sánchez .... José Ives Limantour
- Zulema Williams .... Vicenta
- Luis Xavier .... Francisco José I de Austria

## Exibição
Foi reprisada pelo canal TLNovelas entre 15 de fevereiro a 21 de maio de 1999.

## Prêmios e indicações

### Prêmio TVyNovelas 1995
| Categoría                | Persona                 | Resultado |
| ------------------------ | ----------------------- | --------- |
| Melhor telenovela        | Ernesto Alonso          | Indicado  |
| Melhor atriz principal   | Jacqueline Andere       | Venceu    |
| Melhor ator principal    | Manuel Ojeda            | Indicado  |
| Melhor atriz coadjuvante | Patricia Reyes Spíndola | Venceu    |
| Melhor tema musical      | Daniel Catán            | Venceu    |